# Barrios Alto
Barrios Alto es una localidad peruana ubicada en el distrito de San Juan de Bigote en la provincia de Morropón del departamento de Piura, al norte del Perú. En el 2017 tenía una población de 95 habitantes según el INEI.